# Tom Vieth

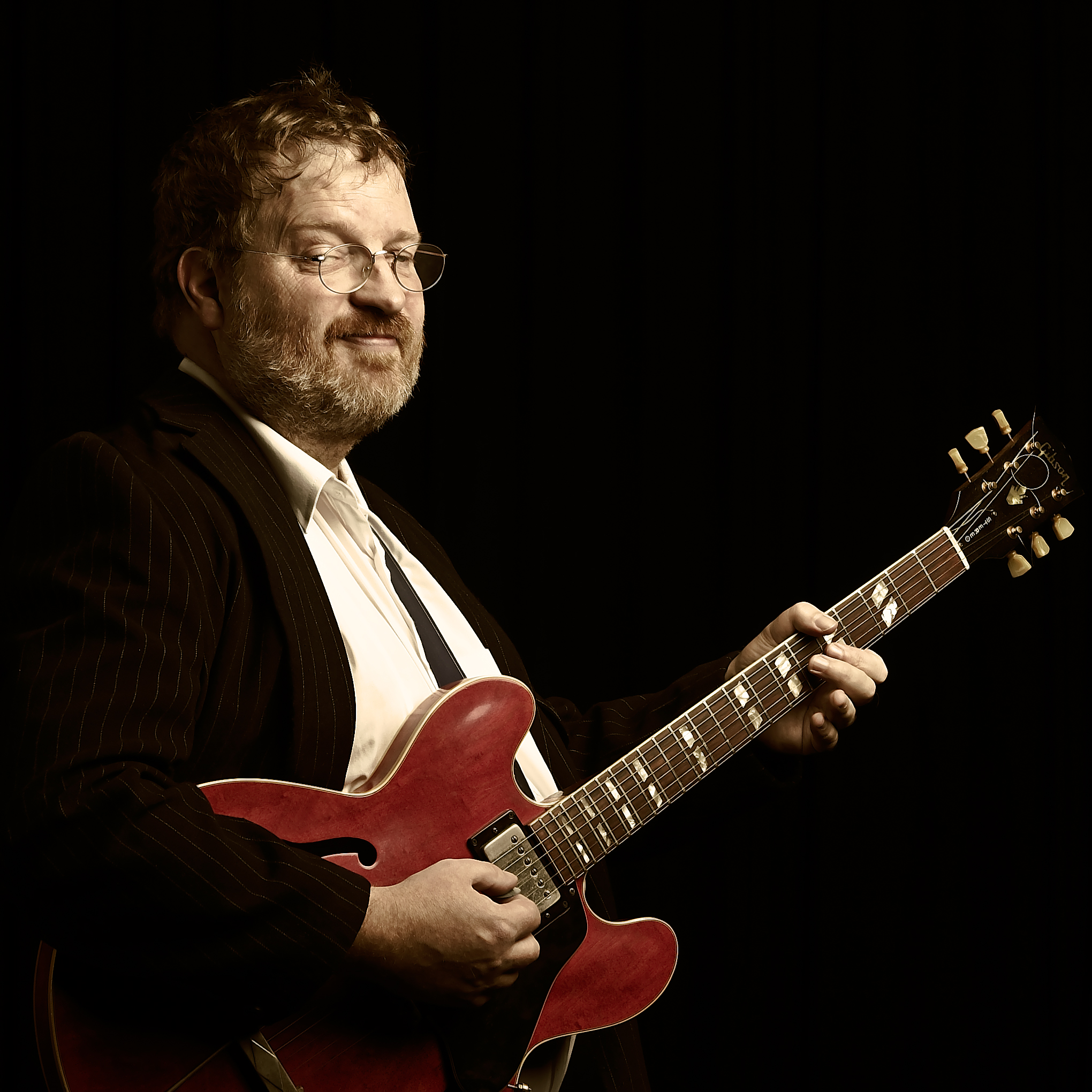
Tom Vieth (2006)

Thomas „Tom“ Vieth (* 19. April 1960 in Nottuln; † 23. September 2018 in Münster) war ein deutscher Bluesmusiker, Sänger und Gitarrist.

## Musikalischer Werdegang
Tom Vieth war seit 1981 musikalisch aktiv und spielte in seiner Laufbahn als Musiker auch mit verschiedenen Blues-Größen aus den USA zusammen; so stand er unter anderem mit John Primer, Eddie Shaw, Johnny Heartsman, Eddie C. Campbell, Rockin’ Johnny Burgin, Eddie Taylor Jr., Jeanne Carroll und Sunnyland Slim auf der Bühne.
Bis 2015 wechselte Vieth regelmäßig die Musiker, mit denen er auf der Bühne stand oder seine Alben einspielte und trat vor allem als Tom Vieth & Friends oder als Gastmusiker auf. Zu einer der frühen Besetzungen der Tom Vieth Blues Band gehörten u. a. Kai Strauss und Erkan Özdemir. In den letzten Jahren trat Vieth wieder überwiegend in fester Besetzung als Tom Vieth Blues Band auf und nahm mit ihr unter anderem an der German Blues Challenge in Eutin teil. Tom Vieth starb am 23. September 2018 in Münster an den Folgen eines Nierenleidens.

## Diskographie
- I’m Gonna Carry on and Sing the Blues (1996)
- Tom’s Walk (2004)
- G-Town Girls (2011)
- Playground Blues Jam (2014)[5]
- Tired of these Blues (2017)